# Antonio del Pino Chica
Antonio del Pino Chica (Cadis, 21 de juliol de 1969) és un futbolista andalús ja retirat, que ocupava la posició de davanter.

## Carrera esportiva
Sorgeix del planter del Reial Betis, amb qui debuta a primera divisió en un encontre de la temporada 90/91. Sense continuïtat, mitjada la temporada 92/93 recala al Cartagena, on milita temporada i mitja. La temporada 94/95 juga amb el Cadis CF, i l'any següent fitxa pel CF Gavà, on roman durant quatre temporades al club català. L'estiu del 1999 fitxa per la UE Sant Andreu i la campanya posterior, pel FC Santboià.